# This Business of Art
This Business of Art è il secondo album in studio del duo musicale alternative rock canadese Tegan and Sara, pubblicato nel 2000.

## Tracce
1. The First – 3:13
2. Proud – 2:50
3. Frozen – 2:44
4. Hype – 3:29
5. My Number – 4:11
6. All You Got – 3:00
7. Freedom – 2:42
8. Not with You – 3:33
9. More for Me – 3:00
10. Come On – 3:06
11. Superstar – 3:42

## Formazione
Gruppo
- Tegan Quin - voce, chitarra
- Sara Quin - voce, chitarra

Collaboratori
- Hawksley Workman - batteria, basso, tastiere, piano, chitarra, armonica
- Karl Mohr - tastiere